# Дугарбаатарын Лхагва
Дугарбаатарын Лхагва, также известный как Лаква Сим (англ. Lakva Sim; 10 марта 1972, Улан-Батор) — монгольский боксёр-профессионал, выступал в 1995—2005 годах, владел поясами чемпиона мира по версии Всемирной боксёрской ассоциации во второй полулёгкой и лёгкой весовых категориях.

## Биография
Дугарбаатарын Лхагва родился 10 марта 1972 года в Улан-Баторе. В любительском боксе добиться больших успехов не сумел — некоторое время находился в составе национальной сборной Монголии, съездил с ней на чемпионат мира 1991 года в Сидней, но в первом же матче на турнире потерпел поражение. Позже участвовал в состязаниях летних Азиатских игр 1994 года в Хиросиме, но и здесь остался без медалей, после чего принял решение перейти в профессионалы. Первый бой на профессиональном уровне провёл в декабре 1995 года на территории Индонезии, одержал победу нокаутом в четвёртом раунде — по результатам поединка был награждён вакантным поясом чемпиона Паназиатской боксёрской ассоциации. Впоследствии несколько раз защитил этот титул и в феврале 1997 года получил право бороться за пояс чемпиона WBA во втором полулёгком весе, бой с корейцем Чхве Ён Су продлился все двенадцать раундов и завершился раздельным решением судей, в результате которого пояс остался у действующего чемпиона.
Несмотря на поражение, Лхагва продолжал выходить на ринг, регулярно побеждал, поднимался в рейтинге, и в июне 1999 года ему выпал ещё один шанс заполучить титул WBA — матч против японца Таканори Хатакэямы был остановлен уже в пятом раунде, после того как монгольский спортсмен в третий раз отправил своего соперника в нокдаун. Тем не менее, Лхагва оставался чемпионом не долго, уже в следующем поединке он уступил пояс боксёру из Южной Кореи Пэк Джон Гвону, вновь раздельным решением судей, причём одно очко у чемпиона сняли за опасную работу локтями. После серии из трёх побед в 2002 году Лхагва попытался вернуть себе утраченный титул чемпиона мира, но неудачно, на сей раз судьи единогласно отдали победу его оппоненту, тайскому боксёру.
В 2004 году Дугарбаатарын Лхагва перешёл в лёгкую весовую категорию и уже в четвёртый раз в карьере стал претендентом на титул чемпиона мира по версии Всемирной боксёрской ассоциации. Вакантный пояс достался ему сравнительно легко, уже в пятом раунде он взял верх над панамцем Мигелем Каллистом, но защитить титул ему опять не удалось — в следующем поединке этот пояс достался представителю Мексики Хуану Диасу. После этих событий Лхагва провёл в Америке ещё два рейтинговых боя, оба раза победил, и в конце 2005 года окончательно покинул ринг. Всего на профессиональном уровне провёл 26 боёв, одержал 21 победу (в том числе 18 досрочно), потерпел 4 поражения, в одном случае была зафиксирована ничья.